# VT-4
VT-4 (MBT-3000) — новітній китайський основний бойовий танк третього покоління. Він розроблений корпорацією NORINCO і призначений на експорт. Це модернізований варіант VT-1A з сімейства танків Type 90-II.

## Історія створення
«VT-4» розроблявся спеціально для експорту. Проект танку розроблявся на основі проектів танків «VT1A» і «Тип 99G».
Вперше про танк стало відомо на міжнародній оборонній виставці Eurosatory в 2012 році, а 2014 році компанія NORINCO вперше представила експортний варіант танку під назвою «VT-4».

## Опис конструкції

### Компонувальна схема
Компонувальна схема танка — класична, як і в більшості китайських ОБТ. У передній частині корпусу розташовується відділення управління з місцем механіка-водія. У середній частині корпусу знаходиться бойове відділення з баштою кругового обертання. Моторно-трансмісійне відділення (МТВ) знаходиться в кормовій частині корпусу.

### Броньовий захист і башта
Інформація про бронезахист не розголошується, але ймовірно верхній бронелист виконаний у вигляді комбінованої багатошарової пластини.

Башта розташована по центру і є зварною, з фронтальної частини додано шар композитної броні. З бортів і корми башти розміщені решітчасті екрани.
Також танк може оснащуватися блоками динамічного захисту.

### Озброєння

#### Основне озброєння
Основним озброєнням є 125-мм гладкоствольна гармата, яка є копією радянської гармати 2А46 і оснащена теплоізоляційним кожухом і ежектором для продувки ствола. Танк обладнаний автоматом заряджання, в якому розміщується 22 постріли. Загальний боєкомплект танка становить 38 пострілів роздільного заряджання. Скорострільність гармати може становити до 8 пострілів за хвилину. Також з гармати танк може вести вогонь керованою ракетою на відстань до 5 кілометрів.

Танк оснащений тепловізійним прицілом другого покоління.

#### Допоміжне озброєння
Допоміжне озброєння танка традиційно становить 12,7-мм зенітний кулемет і 7,62-мм кулемет спарений з гарматою. Також на башті розміщені 8 димових і 4 осколочних гранатомети.

### Екіпаж
Екіпаж танку складається з 3 чоловік — механіка-водія, командира і навідника-оператора. Механік водій розміщений в передній частині корпусу. Решта членів екіпажу розміщуються в башті.

### Двигун і підвіска
Мобільність танка забезпечується встановленим в ньому дизельним двигуном VT/E1 з рідинним охолодженням і турбонаддувом. Потужність двигуна складає 1200 кінських сил.
Підвіска торсіонного типу з гідравлічними амортизаторами і має на кожному борту по шість великих зблокованих по-парно обгумованих опорних котків. Направляюче колесо розміщене спереду, ведуче — ззаду.

## Бойове застосування

### Антитерористична операція в Нігерії
Антитерористична операція в Нігерії проти бойовиків угрупування Боко харам в січні 2021 року стала бойовим хрещенням цих машин.
Операція під назвою «Тура Такай Банго» відбувалась на північному сході країни.

## Оператори

### Поточні оператори
- Таїланд — 39 танків
- Нігерія — в квітні 2020 року в країну прибула партія з бронетехнікою в 17 одиниць, в цій партії були і танки VT4.[4][5]

### Можливі оператори
- Пакистан — Пакистан в 2014 році взяв на випробування один VT-4.[6]
- Перу — Перу збирається закупити партію із 100 танків. Як запевняє КНР в VT-4 всі компоненти виготовлені ними. В танках МВТ-2000 коробка передач була українська і Китайська сторона не мала права продавати її до третіх країн.[7]